# 阿马里什 (堂区)
阿马里什是葡萄牙布拉加区的一个堂区。总面积1.65平方公里，总人口1293人，人口密度783.6人/平方公里。